# Sopo Chalwaszi
Sopo Chalwaszi, gruz. სოფო ხალვაში (ur. 31 maja 1986 w Batumi) – gruzińska piosenkarka, wiceburmistrz Batumi.

## Kariera muzyczna
W 2006 po zajęciu trzeciego miejsca w konkursie piosenki New Wave w Jūrmali podpisała kontrakt z rosyjską agencją fonograficzną ARS i wróciła do Gruzji, gdzie otrzymała propozycję bycia gospodarzem programu typu talent show On Imedi’s Waves w telewizji Imedi. W maju 2007, reprezentując Gruzję z utworem „Visionary Dream”, zajęła 12. miejsce w finale 52. Konkursu Piosenki Eurowizji w Helsinkach.
W 2018 roku została mianowana wiceburmistrzem miasta Batumi, a w 2024 podawała punkty z Gruzji podczas 68. Konkursu Piosenki Eurowizji w Malmö.